# Canelli
Canelli (piemontesisch: Canèj) ist eine Gemeinde in der italienischen Provinz Asti (AT), Region Piemont. 

## Lage und Einwohner
Canelli liegt 28 km südlich von der Provinzhauptstadt Asti entfernt. Die Stadt liegt auf einer Höhe von 157 m am Ufer des Gebirgsflusses Belbo (Flusssystem Tanaro/Po), zwischen den Hügeln von Asti und der Langhe.
Das Gemeindegebiet umfasst eine Fläche von 23 km² und hat 10.031 Einwohner (Stand 31. Dezember 2023).
Die Nachbargemeinden sind Bubbio, Calamandrana, Calosso, Cassinasco, Loazzolo, Moasca, San Marzano Oliveto und Santo Stefano Belbo.

## Geschichte

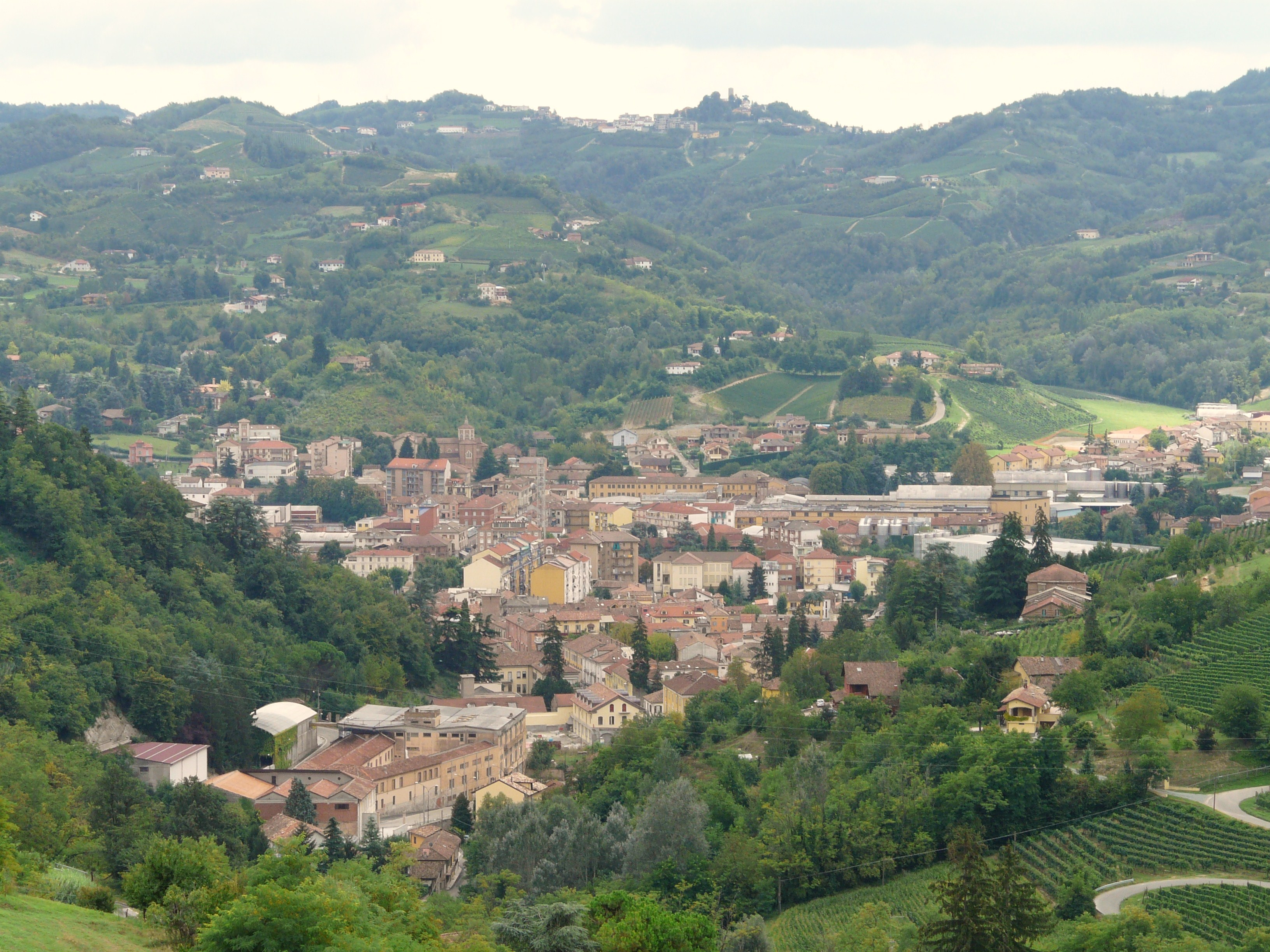
Blick auf Canelli

Das Gebiet von Canelli beherbergte in prähistorischen Zeiten zahlreiche Siedlungen der ligurischen Statielli. In der Römerzeit entstand ein erstes Zentrum von einiger Bedeutung, umgeben von zahlreichen ländlichen Anwesen, auf denen bereits Wein angebaut wurde. In diesem Zusammenhang wurden zahlreiche Funde aus der Römerzeit entdeckt, darunter vier gravierte Stelen, die sich heute im Lapidarium der Kirche San Rocco befinden.
Nach einer langen Phase des Niedergangs nach dem Zusammenbruch des Römischen Reiches blühte Canelli ab dem frühen Mittelalter wieder auf, und zwar so sehr, dass es bereits im Jahr 961 mit dem Namen civitas definiert wurde. Gegen die Mitte des 11. Jahrhunderts ließen sich dort die Nachkommen der Grafen von Acqui nieder und übernahmen Herrschaft und Amt. Sie verzweigen sich in viele Elternlinien und begründen das Konsortium von Canelli, zu dem auch zahlreiche Gemeinden in der Umgebung gehören. Im Jahr 1235 unterwarfen sich die Herren des Konsortiums der Republik Asti und Canelli und verfolgen bis heute ununterbrochen die historischen Ereignisse von Astesana. Die mächtigen Asti-Familien Asinari und Scarampi werden das Lehen innehaben, wobei letztere es zum Titel eines Marquisats erheben.
Zwischen dem 16. und 17. Jahrhundert war Canelli, ein Außenposten und Bollwerk gegen Monferrato, Schauplatz unzähliger Kriegsepisoden, von denen die Belagerung von Canelli im Jahr 1613 die bekannteste ist. Allerdings war sie bereits in der Vergangenheit eine der bevölkerungsreichsten Als bedeutende Stadt Astesanas begann ihr endgültiger Aufschwung Ende des 18. Jahrhunderts, als sich die Weinindustrie von Moscato d’Asti und Asti Spumante entwickelte, die auch heute noch eine der wichtigsten Ressourcen der Stadt darstellt.
In den Jahren des Zweiten Weltkriegs, zwischen 1940 und 1943, wurden in Canelli 64 jüdische Flüchtlinge, darunter zahlreiche Kinder, aus dem Balkan interniert. Nach dem 8. September 1943, mit der deutschen Besatzung, zerstreute sich die Gruppe, die durch zahlreiche Verlegungen mittlerweile auf etwa 50 Personen geschrumpft war. Am Ende gelang es fast allen Internierten, sich zu retten. einige fanden Zuflucht in der Schweiz, andere blieben in der Gegend versteckt, wieder andere machten sich auf den Weg nach Süden, um der alliierten Armee zu begegnen.
In der Nacht des 5. November 1994 wurde die Stadt von einer schweren Überschwemmung heimgesucht, die durch das extrem heftige Hochwasser des Wildbachs Belbo verursacht wurde, die die Stadt weitgehend verwüstete, die Wirtschaft der Stadt in die Knie zwang und auch einige Opfer forderte.

## Wirtschaft
Canelli ist Sitz vieler Weingüter sowie großer Handelshäuser, die den Schaumwein Asti Spumante herstellen. In Canelli werden auch Reben für den Dolcetto d’Asti, einen Rotwein mit DOC Status angebaut. Die Beeren der Rebsorten Spätburgunder und/oder Chardonnay dürfen zum Schaumwein Alta Langa verarbeitet werden. Die Muskateller-Rebe für den Asti Spumante, einen süßen DOCG-Schaumwein mit geringem Alkoholgehalt sowie für den Stillwein Moscato d’Asti wird hier ebenfalls angebaut. In Canelli werden auch Reben der Sorte Barbera für den Barbera d’Asti, einen Rotwein mit DOCG Status angebaut.

## Kultur
Jährlich am dritten Juniwochenende spielt die Bevölkerung eine Kriegsepisode aus dem Jahr 1613 nach. Damals hatten spanische Truppen der Habsburger einen Belagerungsring um Stadt gelegt, konnten jedoch erfolgreich vertrieben werden.

## Söhne und Töchter des Ortes
- Giovanni Carlo Aliberti (1670–1727), Maler des 17. und 18. Jahrhunderts